# 格洛克28手槍
格洛克28（Glock 28）是一款由奧地利格洛克（Glock）公司設計及生產的手枪，是格洛克25的袖珍型版本，標凖彈匣為10發。

## 設計
格洛克28是特別針對歐洲市場而設計及生產，並在1991年展出。
由於彈藥的後座力相對於其他的格洛克手槍較弱，因此手槍具有後膛解鎖和採用直接後座作用的套筒操作。這種操作方法需要修改槍管表面上的鎖以及重新設計的前鎖塊。
因為1968年槍支管制法（簡稱：GCA／GCA68）主要是針對禁止民用市場擁有可發射軍用彈藥的槍械，因此格洛克28和它的緊湊型格洛克25並沒有在美國上市。

## 資料來源
1. ↑  .   [2009-03-14]. （原始内容存档于2022-01-23）.

## 外部連結
- （英文）—格洛克公司主頁（页面存档备份，存于）
- （英文）—Military, Security and Civilian Guns and Equipment—Glock 28 （页面存档备份，存于）
- （简体中文）—D Boy Gun World（GLOCK 28） （页面存档备份，存于）